# قمر داخلي
في علم الفلك، القمر الداخلي هو قمر طبيعي يتحرك بحركة تراجعية، ويتميز بزاوية ميلانه المداري المنخفض أثناء إتباعه لكوكبه الأم. وعموما، يعتقد أنها قد تشكلت في موقعها في نفس الوقت أثناء التحام الكوكب الأصلي. أقمار نبتون هي استثناء، لأنه كما يعتقد على الأرجح تمت إعادة تكوينها من القطع التابعة للكوكب الأصلي والتي تبقت بعد تكون ترايتون، القمر الكبير. وتتميز الأقمار الداخلية عن الأقمار الطبيعية الأخرى بقربها من الكوكب الأم، على فترات مدارية قصيرة (عادة أقل من مرة واحدة يوميا)، بالإضافة إلى كتلتها المنخفضة، حجمها صغير، والأشكال غير المنتظمة.

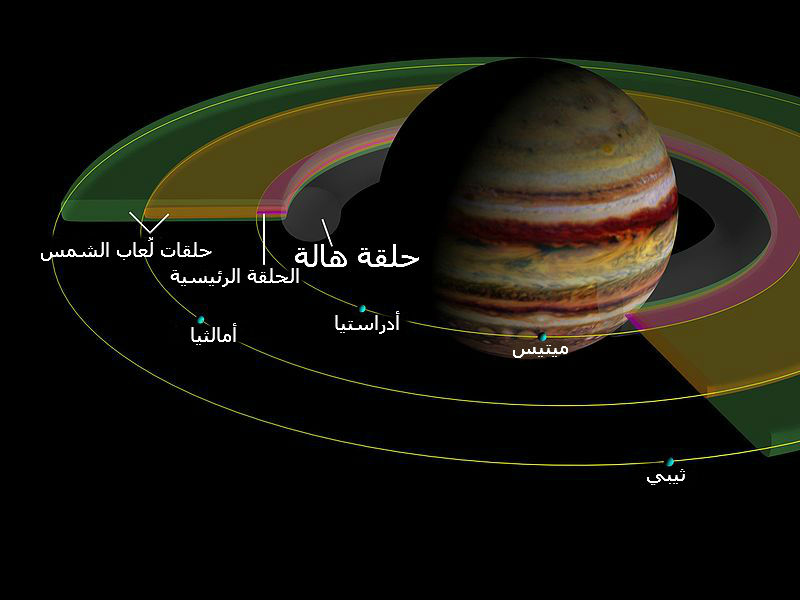
الأقمار الداخلية والحلقات المحيطة بكوكب المشتري

## الاكتشاف
يوجد حاليا ثلاثين قمرا ينتمون إلى الأقمار الداخلية، والتي تدور حول أربعة من الكواكب العملاقة (المشتري وزحل وأورانوس ونبتون). بسبب صغر حجمها، والوهج الناتج عن كونها قريبة من الكوكب، فإنه يمكن أن تكون مراقبتها صعبة للغاية من الأرض. بعض هذه الأقمار مثل قمر بان وقمر دافنيس والتابعان لكوكب زحل تمت ملاحظتهما من قبل بعض المركبات الفضائية.
وأول قمر داخلي تمت ملاحظته ومراقبته كان أمالثيا اكتشفت من قبل إدوارد إيمرسون برنارد في عام 1892. وكان التالي أقمار زحل إيميثيوس وجانوس، والذين تم اكتشافهما وملاحظتهما في عام 1966.
هذان القمران هما مشتركان في نفس المدار ولم يتم حل الالتباس الناجم عن وضعهم حتى رحلة فوياجر 1 في عام 1980. تم اكتشاف باقي الأقمار الداخلية المتبقية بواسطة المركبة الفضائية فوياجر 1 وفوياجر 2 خلال عملية تحليق لها في كوكب المشتري (1979)، زحل (1980)، أورانوس (1986) ونبتون (1989).
وتضمنت الاكتشافات الأخيرة اثنين من الأقمار التابعة لكوكب أورانوس (ماب وكيوبيد) والذي تم اكتشافهما باستخدام مرصد هابل الفضائي في عام 2003، وفي العام 2005 تم اكتشاف دافنيس يدور حول زحل بواسطة المركبة الفضائية كاسيني-هايجنز.